# 北极鸥
北极鸥（学名：Larus hyperboreus）为鸥科鸥属的鸟类。该物种的模式产地在挪威。

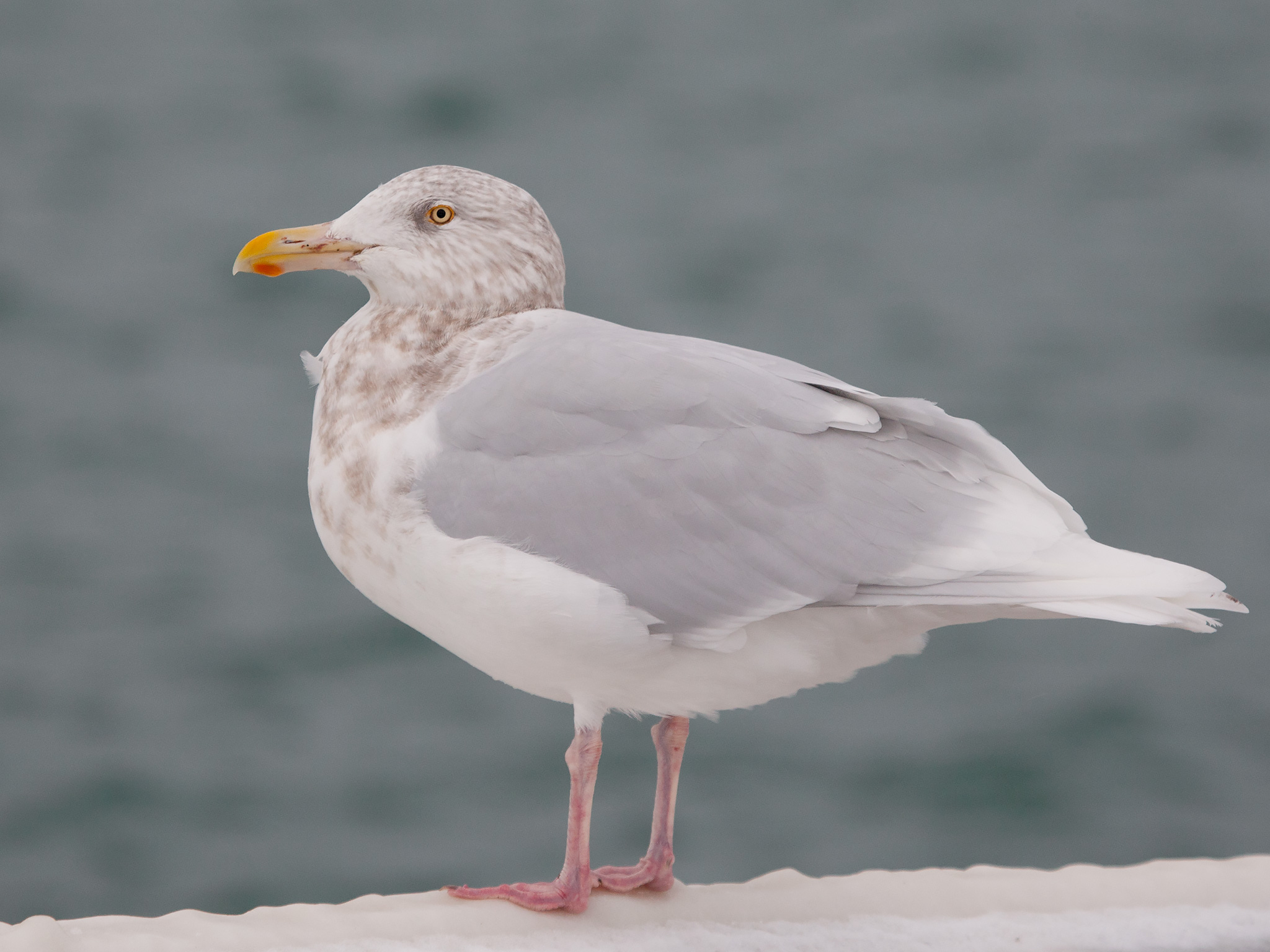
成鳥羽色

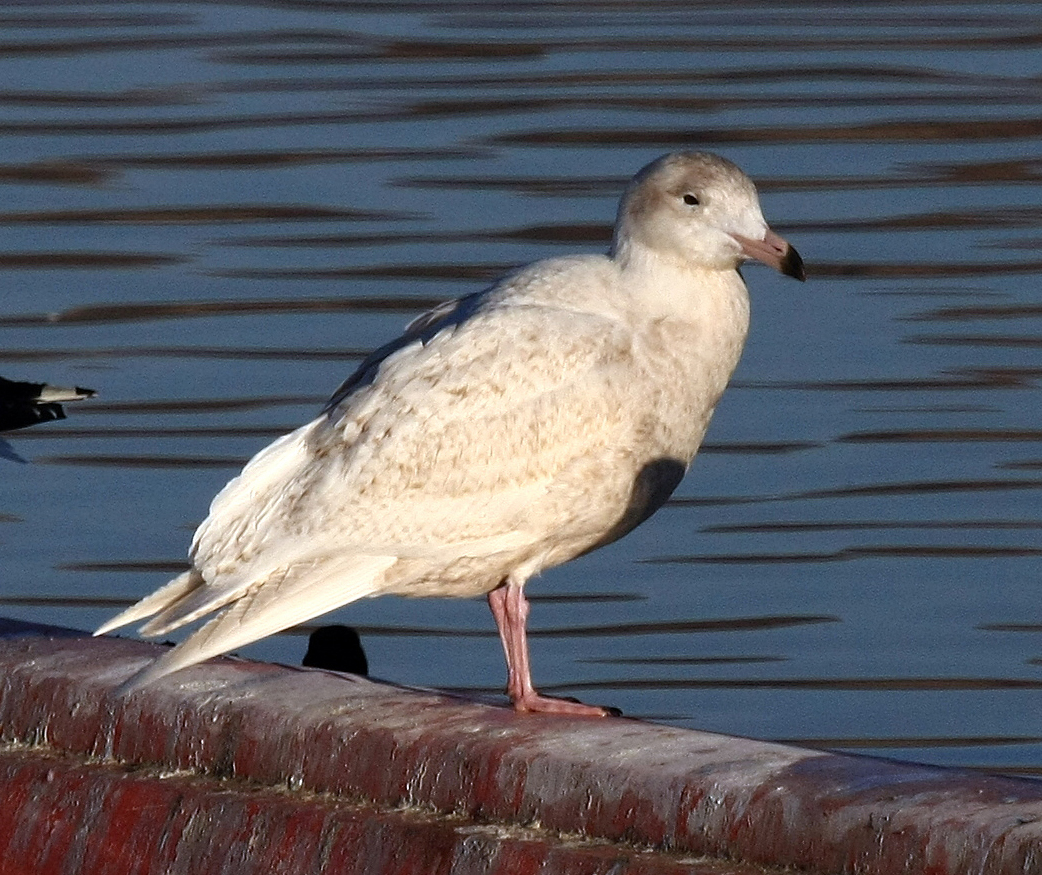
亞成鳥羽色

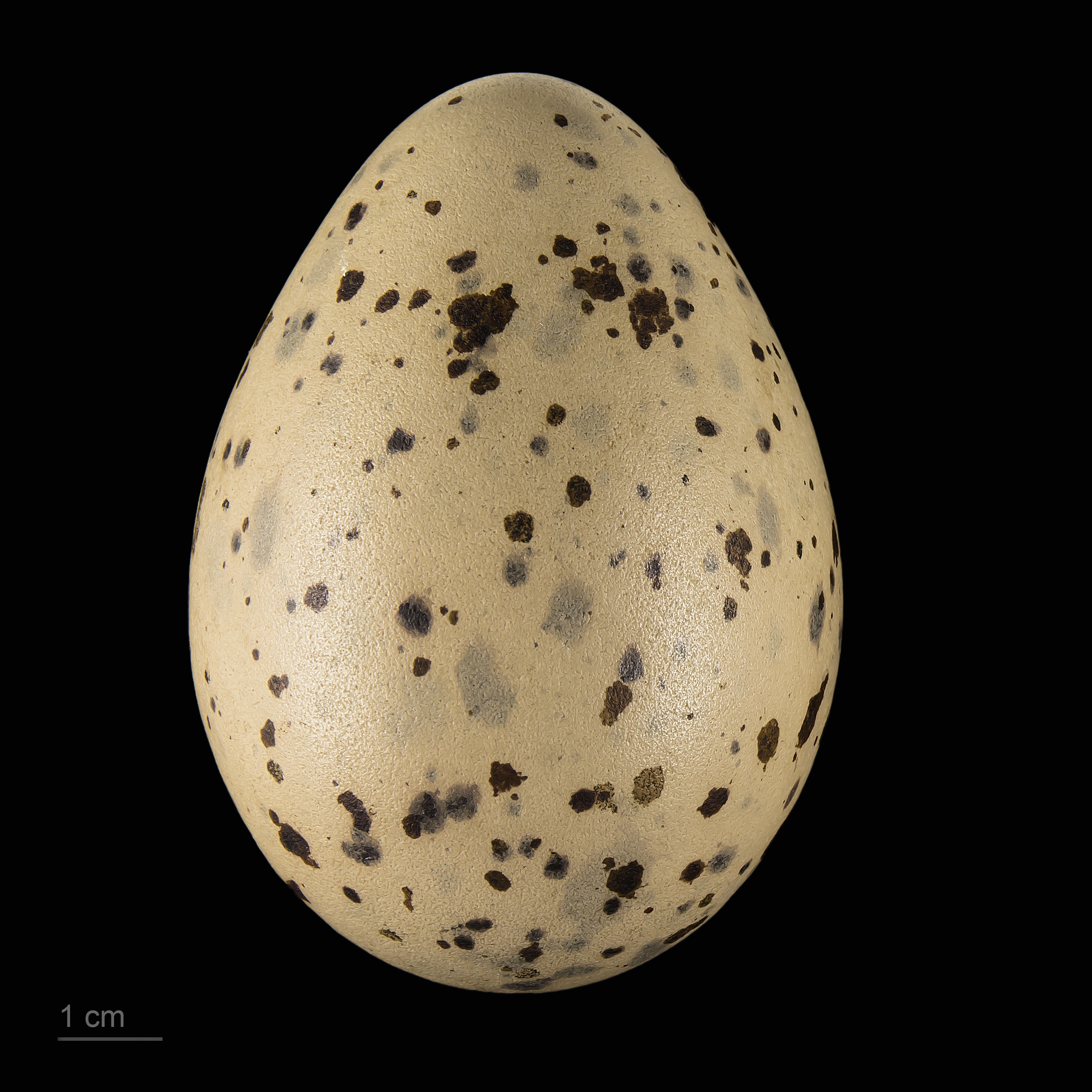
卵 Larus hyperboreus

北極鷗是一種大型鷗類，也是世界上第二大的鷗類。

## 分類
其屬名來自拉丁語，可能指的是一種鷗或其他大型海鳥。其學名中的，源自古希臘語中的Huperboreoi，意指來自北方的人們。英名「Glaucous gull（灰鷗）」，「Glaucous」一詞來自拉丁語，表示這種鷗的灰色羽毛。 在英語中，這種鷗的舊稱為burgomaster（市長鷗）。

## 分佈
這種鷗類繁殖於北半球的北極地區，並在全北界的海岸過冬。牠們是遷徙性鳥類，冬季會從北大西洋和北太平洋向南遷徙，最遠可達不列顛群島和美國最北部的州，甚至在五大湖區也可見到牠們。偶爾會有少數該鳥抵達美國南部和墨西哥北部。

## 描述
北極鷗是一種大型且強壯的鷗類，是所有鷗類中第二大的鷗，羽毛非常淡，翅膀和尾巴上沒有黑色。成鳥的背部為淡灰色，喙粗壯，為黃色。幼鳥則為非常淡的灰色，喙為粉紅色並帶有黑色。此物種比相似的冰島鷗明顯更大、更壯，喙也更厚，有時候體型甚至可與被譽為最大鷗類的大黑背鷗相等。在某些地區，北極鷗的體重與大黑背鷗相當，甚至更重，其最大體重也更高。 牠們的體重範圍為960至2,700 g（2.12至5.95磅），過去曾有報告稱雄性的平均體重為1.55（3.4磅），雌性為1.35（3.0磅）。 在加拿大的科茨島，這些鷗類的體重比其他已知的族群重約15%，五隻雄性的平均體重為1.86（4.1磅），七隻雌性為1.49（3.3磅）。另有一項研究顯示在弗蘭格爾島的北極鷗體重更高，據報告9隻雄性的平均體重為2.32（5.1磅），6隻雌性為2.1（4.6磅），如果此數據準確，這將使北極鷗成為世界上最重的鷗類和岸鳥，即便它不一定是平均長度上最大的物種。 這些鷗類的體長範圍為55至77 cm（22至30英寸），翼展可達132至170 cm（52至67英寸），部分標本的翼展可能達到182 cm（72英寸）。 其中一些標準測量值包括翼弦長為40.8至50.1 cm（16.1至19.7英寸），喙長為4.9至6.9 cm（1.9至2.7英寸），脛骨長為6至7.7 cm（2.4至3.0英寸）。 牠們需要四年才能達到成熟。
牠們的叫聲為類似銀鷗的「笑聲」，但聲音更深沉。

## 亞種
已知的四個亞種為：
- L. h. hyperboreus, Gunnerus, 1767: 指名亞種，分佈於北歐至西伯利亞西北部
- L. h. pallidissimus, Portenko, 1939: 分佈於西伯利亞西北部至白令海 - 體型最大，顏色比hyperboreus更淡，腿部呈鮮亮的覆盆子粉紅色（可能由於飲食）。
- 北极鸥东北亚种 L. h. barrovianus, Ridgway, 1886: 分佈於阿拉斯加至加拿大西北部 - 體型最小，背部顏色較深，喙較短，翼長較hyperboreus更長。第一年的未成熟鳥通常比hyperboreus更暗、更有標記性。在中国大陆，分布于东北、山东、江苏、广东等地。该物种的模式产地在美国阿拉斯加。[13]
- L. h. leuceretes, Schleep, 1819: 分佈於加拿大中部至格陵蘭和冰島 - 平均顏色略淡於hyperboreus。Olsen & Larsson （2003） 在Gulls of Europe, Asia and North America中認為其與指名亞種hyperboreus同義。[14]

## 生態
這種海鷗通常在海岸或懸崖上築巢，單獨或群居繁殖，在地面或懸崖上築巢，並鋪上襯墊。通常產下2至4顆帶有深棕色斑點的淺棕色卵。
牠們像大多數Larus鷗類一樣是雜食性的，會吃魚類、昆蟲、軟體動物、海星、內臟、殘渣、卵、小鳥、小型哺乳動物和腐肉，也會吃種子、漿果和穀物。

## 圖庫
- 德科克斯多普, 荷蘭

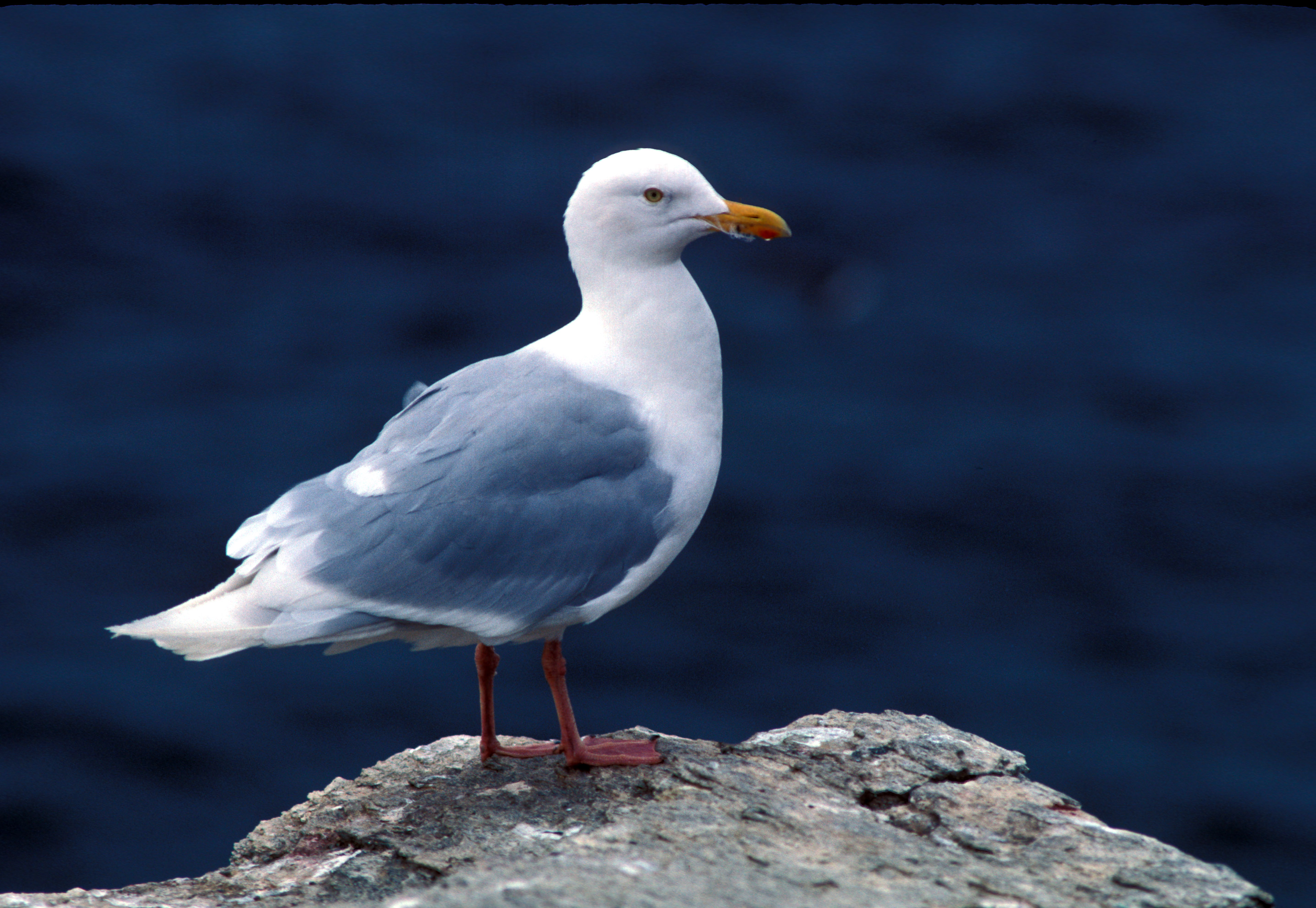
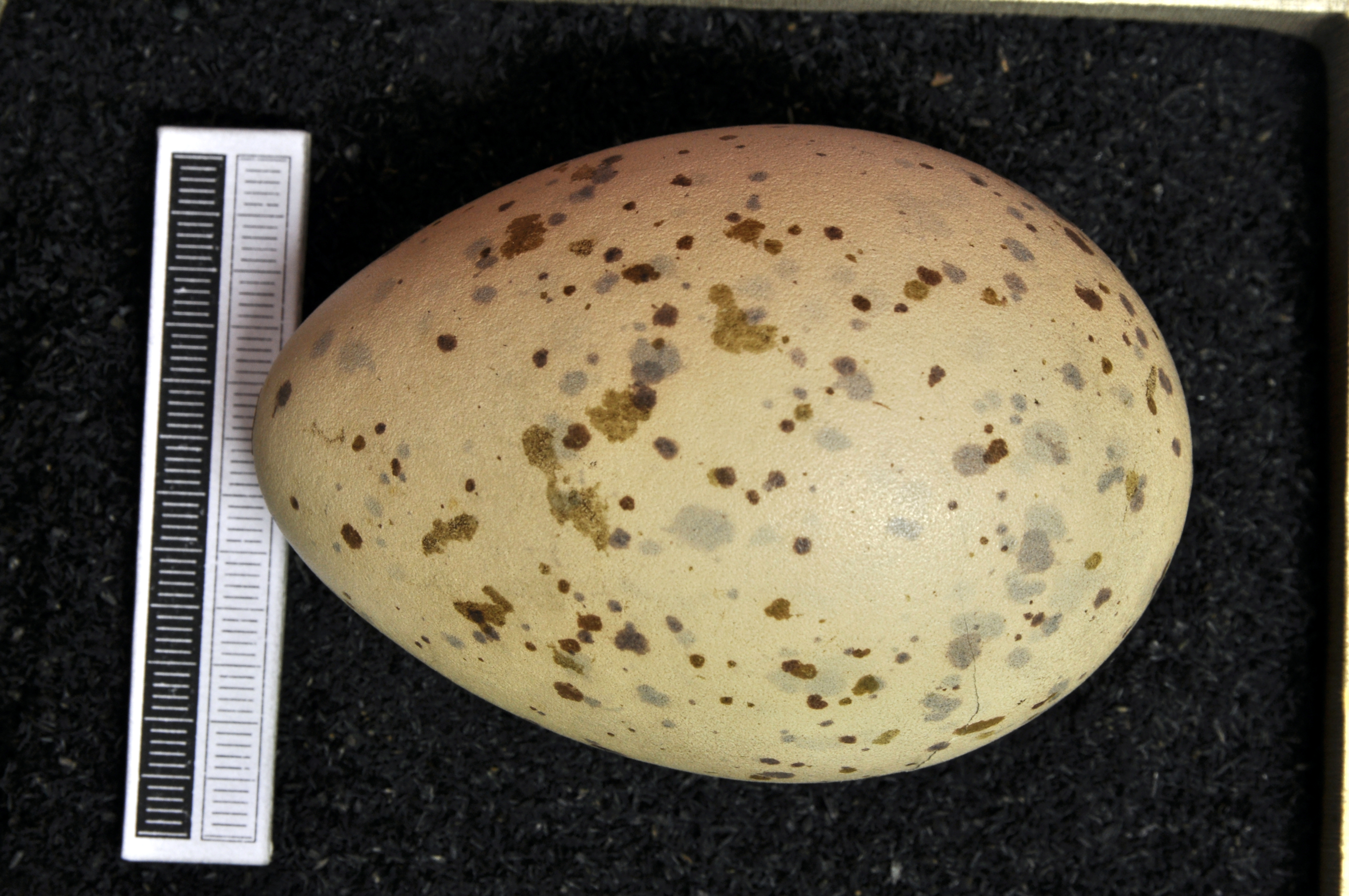
蛋, 收藏於威斯巴登博物館
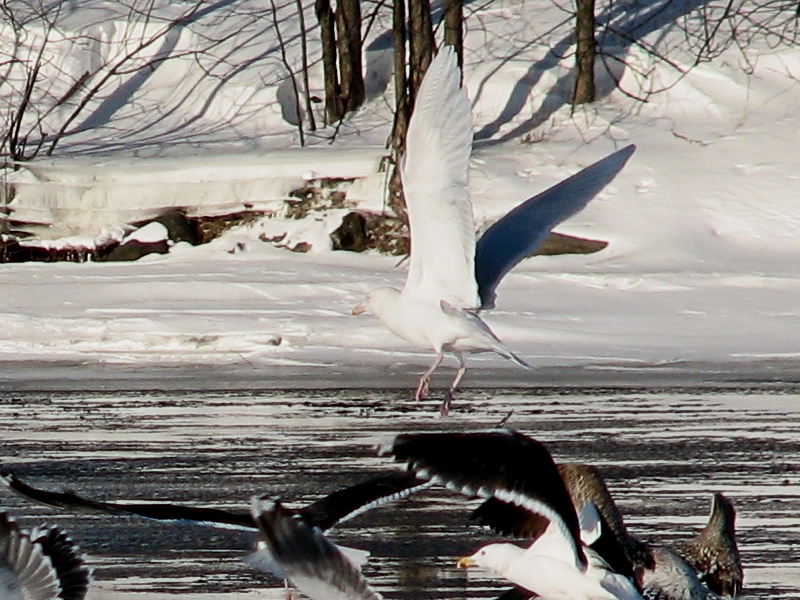
與大黑背鷗一起飛行， 渥太華，安大略省